# Argentina en los Juegos Olímpicos de Montreal 1976
La participación de Argentina en los Juegos Olímpicos de Montreal 1976 fue la duodécima actuación olímpica oficial organizada por el Comité Olímpico Argentino. La delegación presentó 70 deportistas, de los cuales sólo cuatro eran mujeres. El abanderado fue el remero Hugo Aberastegui.
El equipo olímpico no ganó ninguna medalla, por primera vez en la historia olímpica argentina, y obtuvo 5 diplomas olímpicos (puestos premiados). Al no obtener medallas no figuró en el medallero.
La actuación olímpica de Argentina en Montreal 1976 formó parte de un período de magros resultados, afectado por razones políticas y de escaso apoyo estatal al deporte olímpico, que había comenzado en los Juegos de Melbourne 1956. La ausencia de medallas por primera vez marcó la peor actuación olímpica de Argentina, que se repetiría en los Juegos Olímpicos de Los Ángeles 1984, muy lejos de las entre cuatro y siete medallas por juego obtenidas entre París 1924 y Helsinki 1952. El rendimiento olímpico argentino recién recuperaría en 2004 los niveles que tuvo en el período 1924-1952.

## Diplomas olímpicos (puestos premiados) y otros buenos resultados
Los atletas argentinos en Montreal 1976 obtuvieron 5 diplomas olímpicos (puestos premiados), tres de ellos por el equipo de boxeo.
   El boxeo obtuvo cuatro de los cinco diplomas obtenido por la delegación argentina: 
- Héctor Patri, 5° en la categoría peso mosca junior;
- Luis Portillo, 5° en la categoría peso liviano wélter;
- Juan Suárez, 5° en la categoría peso medio pesado.[5]

 El yudo, que ya había obtenido un diploma en los Tokio 1964, volvió a obtener otro diploma, aportado por Jorge Portelli, 5° en la categoría abierta.
 El remo, aportó un diploma debido al 6º puesto logrado por Ricardo Ibarra en la prueba de single sculls.
Otro buen resultado fue concretado en lucha libre, cuando Daniel Vernik quedó entre los 10 mejores en la categoría peso pesado, haciendo historia